# Итури
Итури (фр. Ituri) — провинция Демократической Республики Конго, расположенная на северо-востоке страны. Административный центр — город Буниа.

## География
До конституционной реформы 2005 года провинция Итури была частью бывшей Восточной провинции. По территории провинции протекает река Итури. На востоке провинции — берег озера Альберт. Провинция полностью покрыта тропическими лесами.

## Флора и фауна
В провинции растёт более 30 000 цветковых растений, водится более 1400 видов птиц и 400 видов млекопитающих, в том числе такие редкие виды как окапи, гориллы, шимпанзе, леопарды, многие виды попугаев. В реках водятся многие виды рыб, а также гиппопотамы и нильские крокодилы.

## Население
Население провинции — 4 241 236 человек (2005).
Итури населён различными этническими группами, среди которых можно выделить племена пигмеев, которые до сих пор отрезаны от цивилизации и живут охотой и собирательством. Пигмеи племени мбути считаются самыми низкими в мире, их средний рост составляет 135 см.
Итури известен большим количеством случаев заболевания чумой среди людей в современном мире — около 1000 зарегистрированных случаев в год. Несмотря на большое количество случаев, чума в Итури практически не передается от человека к человеку. Связано это с тем,  что на людях водится не человеческая блоха, а кошачья (Ctenocephalides felis strongylus), которая, как показали опыты, не способна передавать чуму, и основным механизмом заражения служит укус или употребление в пищу зараженного грызуна, преимущественно Mastomys coucha ugandae (местное население называет их «ритси»).

## Административное деление
Провинция делится на 5 территорий:
- Ару (Aru, 6740 км²)
- Джугу (Djugu, 8184 км²)
- Ируму (Irumu, 8730 км²)
- Махаги (Mahagi, 5221 км²)
- Мамбаса (Mambasa, 36 783 км²)

## Фотогалерея

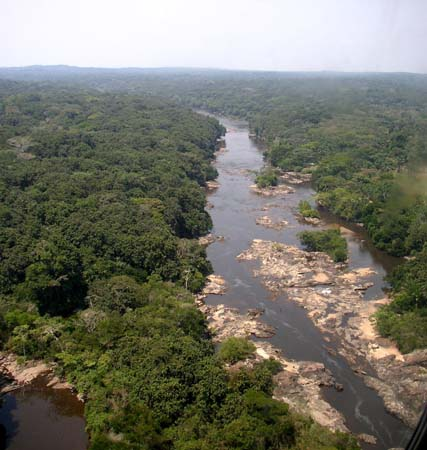
Река Итури
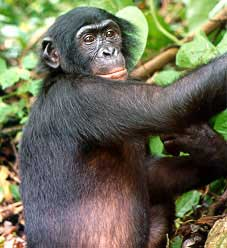
Шимпанзе бонобо
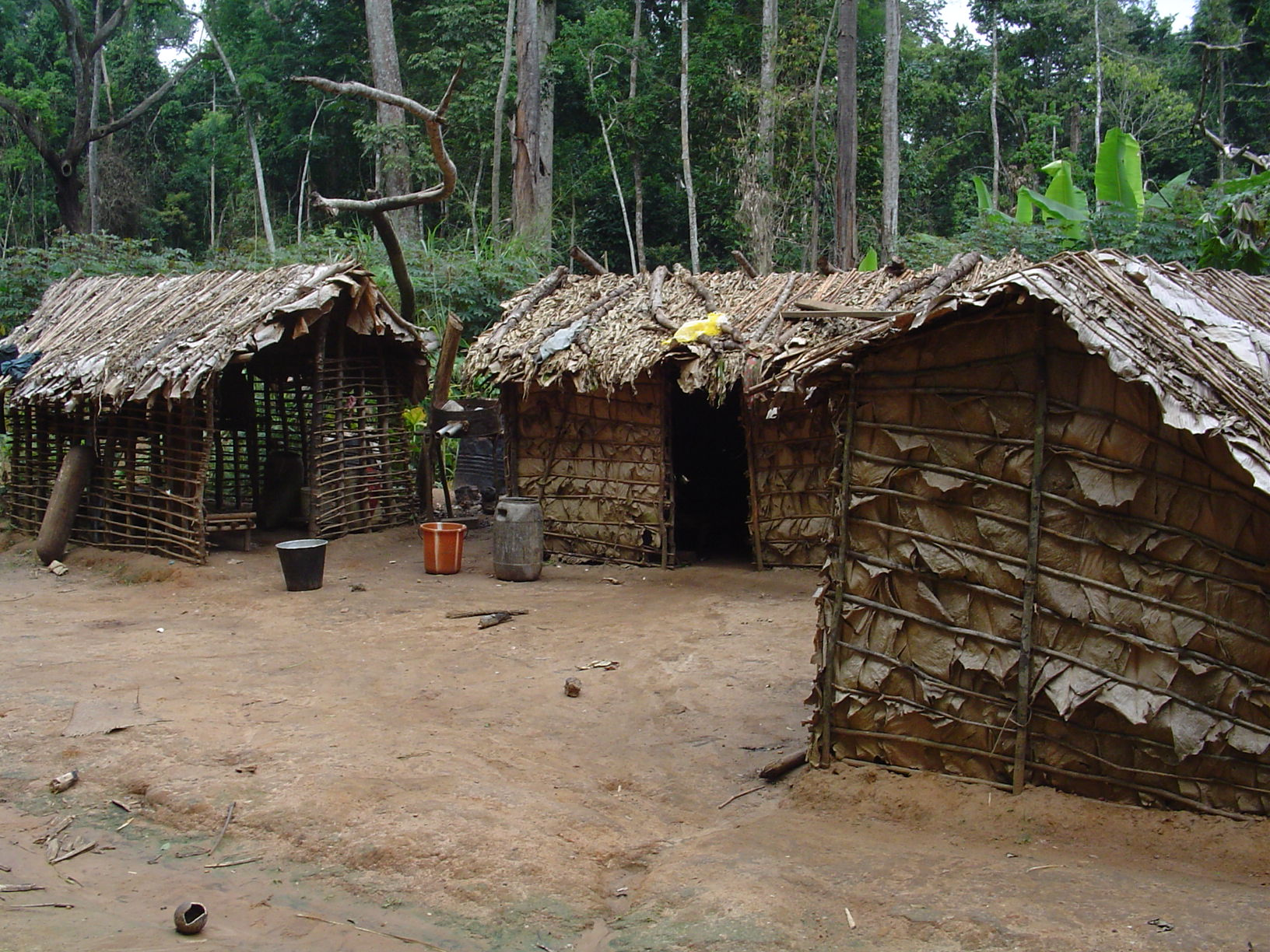
Дома пигмеев